# Ördög hozott... ...Isten vihet
Az Ördög hozott... ... Isten vihet FankaDeli (Kőházy Ferenc) 16. stúdióalbuma, amely 2011. április 17-én jelent meg. Az album a 2005-ben megjelent Isten hozott... ...ördög vihet album jelképes folytatása.

## Az album dalai
| #   | Cím                    | Hossz |
| --- | ---------------------- | ----- |
| 1.  | Ez a mi mesénk         | 3:42  |
| 2.  | Élet                   | 3:51  |
| 3.  | Ez nem én vagyok       | 3:50  |
| 4.  | Egyetlen lépés         | 4:27  |
| 5.  | Ördög nincsen          | 3:35  |
| 6.  | Magadban bízz          | 3:39  |
| 7.  | Az igazság             | 3:35  |
| 8.  | Itt vagyok veled       | 5:02  |
| 9.  | Máshogy lesz holnaptól | 3:25  |
| 10. | Való világ             | 3:37  |
| 11. | Átjáró                 | 4:10  |
| 12. | Több nem kell          | 4:56  |